# Sheykh Jāber
Sheykh Jāber (persiska: شيخ جابر) är en ort i Iran.   Den ligger i provinsen Zanjan, i den nordvästra delen av landet, 300 km väster om huvudstaden Teheran. Sheykh Jāber ligger 1 994 meter över havet och antalet invånare är 311.
Terrängen runt Sheykh Jāber är kuperad. Runt Sheykh Jāber är det ganska glesbefolkat, med 47 invånare per kvadratkilometer. Närmaste större samhälle är Gol Tappeh, 11,6 km nordost om Sheykh Jāber. Trakten runt Sheykh Jāber består i huvudsak av gräsmarker.